# Crassadoma gigantea
Crassadoma gigantea is een tweekleppigensoort uit de familie van de Pectinidae. De wetenschappelijke naam van de soort is voor het eerst geldig gepubliceerd in 1825 door J.E. Gray.